# Jörg Schlichter
Jörg Schlichter (* 22. Dezember 1983) ist ein deutscher Tischtennisspieler. Er wurde 2009 und 2013 deutscher Meister im Doppel.

## Werdegang
Schlichter begann seine Karriere im Verein TV Unterboihingen. Von 1999 bis 2001 spielte er mit dem TSV Sontheim in der 2. Bundesliga. Danach wechselte er in die 1. Bundesliga zu TTC Zugbrücke Grenzau. Über die Stationen TTC metabo Frickenhausen (2003–2005) und TTC Rhön-Sprudel Fulda-Maberzell (2005–2008) kam er zum 1. FC Saarbrücken, mit dem er in der Saison 2008/09 Meister in der 2. Bundesliga wurde. 2009 schloss er sich dem TSV Gräfelfing an, ein Jahr später dem TTC Weinheim. Seit 2016 spielt er beim TTC Grenzau II,  derzeit (Saison 22/23) in der Regionalliga Südwest (4. Liga).
Seit 1999 nahm Schlichter neunmal an ITTF-Pro-Tour-Turnieren teil. 2001 erreichte er bei der Jugend-Europameisterschaft im Einzel Platz drei. Ein Jahr später wurde er Zweiter bei der deutschen Junioren-Meisterschaft. Mit der Mannschaft von TTC metabo Frickenhausen wurde er 2005 deutscher Vizemeister. 2006 belegte er beim Bundesranglistenturnier bei Abwesenheit mehrerer Spitzenspieler Platz zwei.
2009 gewann er in Bielefeld bei der Deutschen Meisterschaft zusammen mit Alexander Flemming den Titel im Doppel. Dies galt als Überraschung, da beide beim 1. FC Saarbrücken "nur" in der 2. Bundesliga spielten. Auf dem Weg ins Finale schalteten sie Roßkopf/Fetzner und Christ/Wehking aus. Im Endspiel besiegten sie Ruwen Filus/Steffen Mengel. Ein Jahr später wurden Flemming/Schlichter im Doppel DM-Dritter. 2013 wurde er mit Alexander Flemming wieder deutscher Meister im Doppel.

## Turnierergebnisse
| Verband | Veranstaltung                         | Jahr | Ort       | Land | Einzel     | Doppel | Mixed | Team |
| ------- | ------------------------------------- | ---- | --------- | ---- | ---------- | ------ | ----- | ---- |
| GER     | Jugend-Europameisterschaft (Junioren) | 2001 | Terni     | ITA  | Halbfinale |        |       |      |
| GER     | Pro Tour                              | 2007 | Velenje   | SVN  | letzte 64  |        |       |      |
| GER     | Pro Tour                              | 2006 | Doha      | QAT  | letzte 64  |        |       |      |
| GER     | Pro Tour                              | 2005 | Yokohama  | JPN  | letzte 64  |        |       |      |
| GER     | Pro Tour                              | 2005 | Shenzhen  | CHN  | letzte 64  |        |       |      |
| GER     | Pro Tour                              | 2005 | Velenje   | SVN  | letzte 16  |        |       |      |
| GER     | Pro Tour                              | 2004 | Aarhus    | DEN  | letzte 64  |        |       |      |
| GER     | Pro Tour                              | 2002 | Warschau  | POL  | letzte 32  |        |       |      |
| GER     | Pro Tour                              | 2002 | Eindhoven | NED  | letzte 64  |        |       |      |
| GER     | Pro Tour                              | 1999 | Bremen    | GER  | Rd 1       |        |       |      |